# Graham Coxon
Graham Leslie Coxon (ur. 12 marca 1969 w Rinteln w zachodnich Niemczech) - gitarzysta, wokalista i założyciel zespołu Blur. Absolwent Stanway Comprehensive School, studiował na wydziale sztuk plastycznych w londyńskim Goldsmiths College. Uważany za jednego z najzdolniejszych gitarzystów Wielkiej Brytanii. W 1998 wydał swój pierwszy solowy album zatytułowany The Sky Is Too High. Rozstał się z zespołem w 2002, tuż przed wydaniem w 2003 albumu "Think Tank". Po odejściu z Blur kontynuował karierę solową. W 2009 powrócił do reaktywowanego zespołu.

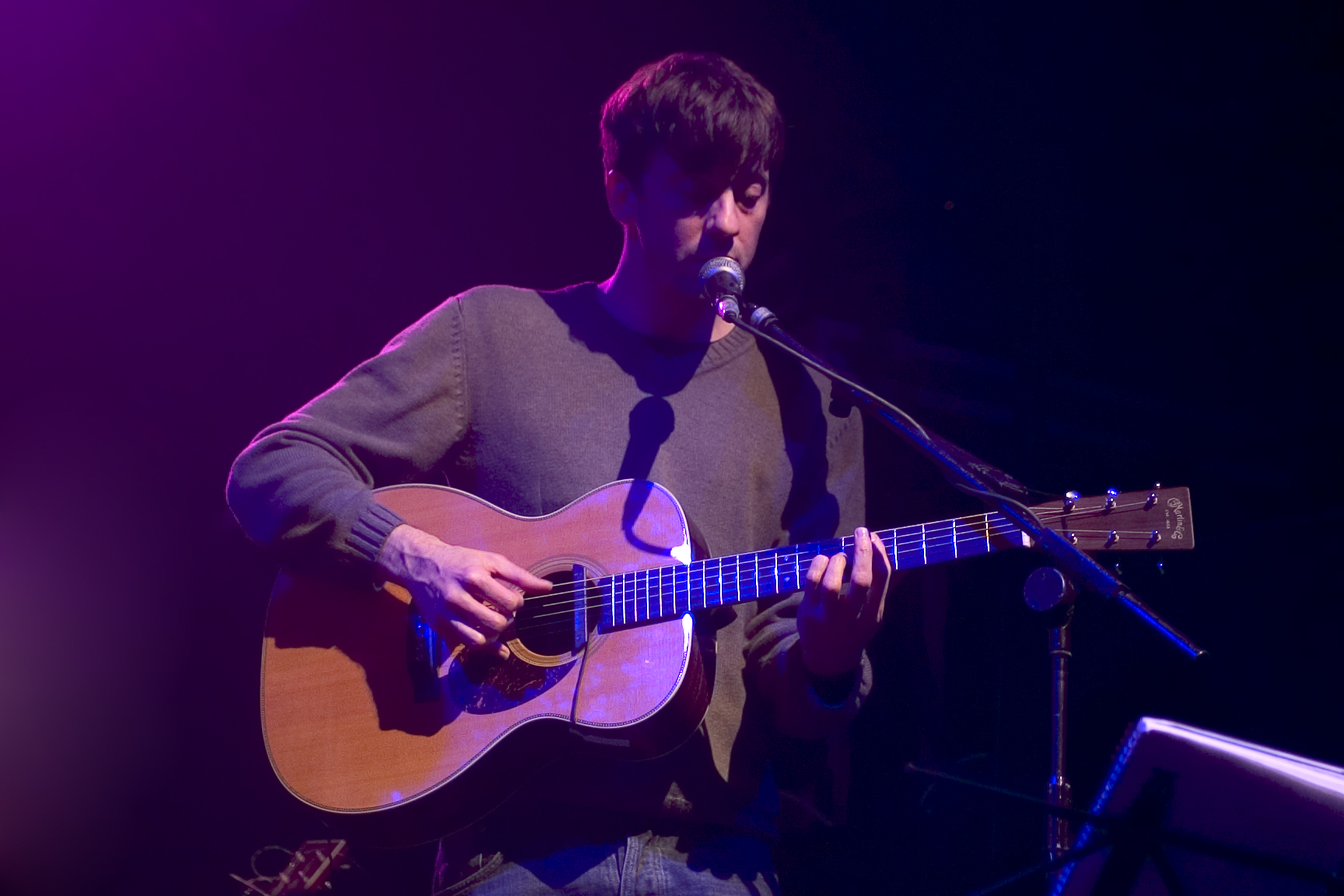
Graham Coxon (2007)

## Dyskografia
- The Sky Is Too High (1998)
- The Golden D (2000)
- Crow Sit on Blood Tree (2001)
- The Kiss of Morning (2002)
- Happiness in Magazines (2004)
- Love Travels at Illegal Speeds (2006)
- The Spinning Top (2009)
- A+E (2012)